# William Horace Marshall
Pour les articles homonymes, voir William Marshall et Marshall.
William Horace Marshall, né le 19 août 1924 à Gary (Indiana) et mort le 11 juin 2003 à Los Angeles (Californie), est un acteur, réalisateur et chanteur d'opéra américain. Il est surtout connu pour avoir tenu le rôle-titre dans le classique du film de blaxploitation, Blacula, le vampire noir (1972), et sa suite, Scream Blacula Scream (1973), pour avoir été « le roi des dessins animés » dans le programme télévisé pour enfants Pee-wee's Playhouse, et pour avoir joué Dr Richard Daystrom dans la série télévisée originale de Star Trek. Particulièrement grand (1,98 mètre), il avait une remarquable voix de basse.

## Filmographie sélective
- 1952 : Lydia Bailey de Jean Negulesco
- 1954 : Les Gladiateurs (Demitrius and the gladiateur) de Delmer Daves : Glycon
- 1964 : Bonanza Saison 5 épisode 30 (Esclave ou chanteur) : Thomas Bowers
- 1968 : Tous les héros sont morts (The Hell with Heroes) de Joseph Sargent
- 1968 : L'Étrangleur de Boston (The Boston Strangler) de Richard Fleischer
- 1968 : Star Trek (série télévisée) :  épisode Unité multitronique : Dr. Richard Daystrom
- 1995 : Sorceress de Jim Wynorski : John, le partenaire de Howard